# Banco Pichincha
El Banco Pichincha es un banco privado de Ecuador. Su propietario es el Grupo Pichincha, grupo empresarial ecuatoriano que incluye las compañías de asociadas con el banco y empresas relacionadas con Fidel Egas Grijalva y familia, que incluye Diners Club del Ecuador, PICAVAL Casa de Valores, Seguros del Pichincha, Delta Publicidad, entre otras.

## Historia
Cincuenta y dos quiteños se reunieron en la Casa Municipal de Quito. Veinticuatro días después, el 11 de abril de 1906, Manuel Jijón Larrea (el principal gestor de la iniciativa) estaba frente al escribano Fernando Avilés, ante quien quedó establecido "un banco de emisión, circulación y descuento, sobre las bases contenidas en el estatuto", y se fundó la Compañía Anónima Banco del Pichincha (hoy Compañía Anónima Banco Pichincha).
Ese día, la escritura pública de establecimiento de la compañía se suscribió en acto solemne realizado en el salón municipal de Quito, el 11 de abril de 1906. Manuel Jijón Larrea fue designado presidente de la institución, ya que había sido el eje de la iniciativa. Era un gran hacendado y también productor textil. Fue uno de los empresarios más innovadores de su tiempo. Fue también el propulsor de la Cámara de Comercio, Agricultura e Industrias de Quito, escribió el historiador Enrique Ayala Mora.
El 23 de abril de 1906 se integró el primer Directorio, en la casa de Fernando Pérez Quiñones. En esa ocasión, se encargó la Gerencia a Ignacio Fernández Salvador, el que fue sucedido por Carlos Pérez Quiñones en 1907; Manuel Freile Donoso consta también como gerente fundador.
Constituida de esta manera, la entidad fijó desde sus inicios su prioridad: trabajar en el mercado de divisas. Gracias a las gestiones del entonces vicepresidente, la institución consiguió colocar fondos en el extranjero por un capital inicial de 600 mil sucres, lo que marcó el comienzo de la vida legal del Banco Pichincha.
Reunido en sesión del 4 de junio de 1906, este directorio aprobó el primer pedido de billetes por un valor representativo de un millón de sucres. El dinero llegó en febrero del año siguiente y comenzó a circular inmediatamente, en virtud de las emisiones que se hacían de acuerdo a la ley y las exigencias comerciales vigentes. Junto con los billetes, llegaron también títulos de acciones, cheques, letras de cambio, libretas para los estados de cuentas corrientes, útiles de escritorio, y otras herramientas necesarias para el trabajo bancario.

### Ecuador
La primera agencia bancaria de Quito se estableció en la intersección de las calles Venezuela y Sucre, en la propiedad de Juan Francisco Freile. En ella, se daba empleo a siete personas. "Los primeros empleados eran escogidos primordialmente, por su excelente caligrafía", dice un documento consultado. Aunque también contaba su habilidad para el cálculo y las matemáticas, porque no había máquinas para los contadores. La primera llegó al país recién en 1930.
En sus inicios, la entidad dio mucha importancia al comercio con el exterior, por eso trabajó muy de cerca con la firma Glyn Mills Currie, "una de las más reconocidas de Londres". Y fue clave para financiar gran parte de la pavimentación y canalización de Quito y los últimos rieles del ferrocarril Guayaquil-Quito. La nueva institución logró acumular el 60% del capital sin esfuerzo alguno. Esto había sido posible dentro de un tiempo récord de 30 días, dado el tipo de acciones de bajo valor que habían sido emitidas, lo cual permitió la participación de un amplio grupo de gentes de fortuna mediana, según relata Ayala Mora.
Carlos Pérez Quiñónez fue reemplazado en 1927 por Alberto Acosta Soberón, justo el año en el que aparece en Quito el Banco Central de Ecuador, encargado de la emisión de la moneda nacional. Acosta Soberón había fundado en 1920 la Compañía de Abastos Comercial y Préstamos, la que luego se convirtió en el Banco de Abasto. Fue el primero de los Acosta en ser llamado a la Gerencia del Banco Pichincha.
En los siguientes años, y debido al rápido y creciente desarrollo del país, se comenzó a pensar en un aumento de capital. Este se materializó en 1928, cuando quedó fijado en la considerable suma de 3,2 millones de dólares.
Acosta Soberón entregó el bastón de mando a su hijo Jaime Acosta Velasco en 1972, luego de haber permenecido durante 44 años en la Gerencia General. Acosta Velasco había entrado al banco en 1937, como ayudante de contador.
En 2006, se celebró los 100 años del banco. Se realizaron varias actividades a nivel nacional. Concursos, premios y promoción con motivo de la euforia del Mundial Alemania 2006 quería ganar más ahorros y por ello creaba una promoción para los clientes con saldos de $400 y que aumentaban sus ahorros en $50 semanales y hasta sorteaban vehículos, televisores y cuentahorristas les duplicarían su último depósito. Si no ganaba, le quedaban las figuras de los jugadores de la Selección Ecuatoriana de Fútbol creados y dibujados por el talentoso caricaturista del diario El Comercio, Francisco "Pancho" Cajas hechas en las figuras de colección con la cancha de colección desde el primer domingo de junio de 2006 que entregaría cada domingo a los participantes, además conferencias magistrales, reconocimientos a clientes, sesión solemne, misa de acción de gracias, Festival Nacional de la Canción, celebraciones con colaboradores, elección de la reina del centenario.
El banco tiene más de un millón y medio de clientes, más de $1500 millones en su portafolio de préstamos, y más de 200 agencias en el país.
Las transacciones electrónicas del Banco Pichincha se hacen a través del sistema INTERNEXO, que remplazó el sistema TODO1.
En enero de 2007, el Banco Pichincha firmó un contrato de $140 millones con Tata Consultancy Services (TCS) durante 5 años, por el que se modernizaran los sistemas de información y mejorara la eficiencia.
Como parte de este acuerdo, la mayor parte del personal del Banco Pichincha ha sido contratado por TATA y El Grandpo S.A.S, respetando su situación laboral y manteniendo intacto el nivel de servicio y la orientación tecnológica del banco.

### Perú
En el país latinoamericano, Perú, Banco Pichincha se constituye como banco comercial en 1986 bajo el nombre de Banco Financiero, con el que operó hasta agosto de 2018. Sus antecedentes están en la empresa Financiera y Promotora de la Construcción, S.A., creada en 1964, que posteriormente pasó a denominarse FINANPRO Empresa Financiera, en 1982.
En 2001, Banco Financiero adquirió el NBK Bank, lo que le permitió diversificar sus líneas de negocio, muy enfocadas hasta entonces en el sector empresarial. 
En 2009 lanza sus planes de depósito Cuenta Azul de Ahorros y Cuenta Ahorro Efectivo, que ofrecen la mayor tasa anual permitida por la Superintendencia de Banca y Seguros.
A finales de 2014, logró un importante up grade de su calificación de riesgo al pasar A- a A en la evaluación realizada por la calificadora PCR Pacific Credit Rating. También  registró un nivel de activos de $2.123 millones, una cartera crediticia de $1.540 millones, depósitos por $1.278 millones y un patrimonio de $175 millones. Se consolida como el sexto banco en colocaciones y octavo en depósitos del sistema financiero peruano. Producto de la gestión comercial, el margen operacional creación un 19%, gracias a los diferentes productos del Banco, principalmente de la Banca Mayorista y Minorista.
Banco Pichincha Perú cuenta con una sede en Lima y una red de 79 oficinas, 40 de ellas ubicadas en la zona metropolitana de la capital peruana y un aproximado de 2117 trabajadores para julio de 2019. Gracias a un acuerdo con las tiendas de electrodomésticos Carsa, pudo duplicar su inicial número de sucursales, y extenderse por todo el territorio nacional peruano.

### Colombia
Banco Pichincha opera en el país cafetero desde el 7 de junio de 2011. Tiene su origen en “Inversora Pichincha”, una empresa con más de 50 años en Colombia. En 2014, se consolidó como una de las entidades bancarias con mayor crecimiento con un nivel de activos de $1.241,6 millones, lo que significa una tasa de crecimiento superior al 30% anual, mostrando en ese sentido un mejor desempeño al alcanzado por el conjunto de entidades bancarias, que crecieron a tasas del 18%. Ello debido al aumento en los activos productivos y cartera de créditos e inversiones, rubros que representan más del 90% del activo del Banco.
Las utilidades netas mostraron un crecimiento del 25%, por el mayor volumen de activos productivos. La rentabilidad del patrimonio de Banco Pichincha Colombia creció del 7,2% al cierre de 2013 al 8,3% al cierre de 2014. En noviembre de 2014, la calificadora de riesgo Standard and Poor’s, ratificó a Banco Pichincha Colombia la calificación BRC 1+ (uno más) para la deuda de corto plazo, la más alta calificación posible y AA+ (Doble A más) en el largo plazo, segundo nivel de calidad en la escala de esta calificadora. Actualmente tiene 46 oficinas en 20 ciudades en Colombia. La mayoría de sucursales se concentran en Bogotá, Medellín, Cali, Barranquilla, Bucaramanga y Cúcuta.
En Colombia, también hace presencia el neobanco o fintech Pibank, el cual ofrece altas tasas de rentabilidad en sus cuentas de ahorro y CDT's.

### España
Banco Pichincha llegó a España en 2007, con el objetivo de atender a los ecuatorianos que residían en este país. En ese año se abrió la primera Oficina de Representación en Madrid, y actualmente cuenta con licencia de las autoridades españolas para actuar como banco comercial, concedida en el año 2010.[cita requerida]  Su presidente es Fidel Egas Grijalva, quien hasta abril de 2015 también fue presidente de Banco Pichincha en Ecuador hasta que fue relevado en el cargo por Antonio Acosta. Su director general es Jorge Marchán. Banco Pichincha España fue el primer banco de capital latinoamericano en conseguir esta autorización, que le permite operar y ofrecer servicios financieros a los migrantes de Ecuador y otros países hispanoamericanos, así como a todo aquel cliente, tanto particulares como empresas, que vea atractivas sus ofertas, principalmente de ahorro (cuentas, depósitos) y financiación. Su cartera de clientes supera las 57.000 personas (el 65% son ecuatorianos; el 17%, españoles; y el 13%, de otros países de Latinoamérica). El banco contaba hasta mediados de 2015 con un volumen de activos superior a los €430 millones y más de €415 millones en pasivo. Amplió en un 48% su capital, elevando en €12 millones los fondos propios, hasta un total de 37 millones. En 2014 obtuvo unos resultados de €2,6 millones que le permitió alcanzar su punto de equilibrio gracias al crecimiento en los segmentos de personas y empresas.
El banco cuenta en la actualidad con 11 oficinas en España, y 239 empleados en las ciudades de Madrid, Barcelona, Valencia, Alicante, Murcia y Zaragoza.
En 2018, lanzó su banco en línea llamado Pibank con el objetivo de aumentar su cartera de clientes nacionales. Se trata del mismo Banco Pichincha España pero operando con otra marca y con productos diferenciados. Destaca por su alta rentabilidad en las cuentas y depósitos bancarios y la ausencia de comisiones por gestiones en cuentas o tarjetas. Aunque su operativa sea 100% en línea, dispone de oficinas físicas en Barcelona, Bilbao, Madrid, Valencia y Zaragoza.